# Зоологічний музей Одеського університету
Зоологічний музей Одеського університету — освітній та науково-просвітницький центр, що діє при Одеському університеті імені Іллі Мечникова.

## Про музей
Повна назва музею — Зоологічний музей Одеського національного університету імені Іллі Мечникова. 
Акронім музею, які наводять при описах зразків в наукових публікаціях, — ЗМОУ (кирилицею) та ZMOU (латиницею).
ЗМОУ є найбільшим за площами зал і сховищ зоологічним музеєм в університетах України і в Україні в цілому. Загальна площа його приміщень перевищує 1000 кв. метрів. (для прикладу, ЗМ Київського університету — бл. 300 кв. м).
Адреса музею — Шампанський провулок 2, Одеса, 65058, Україна.

## Напрямки діяльності музею
Основними напрямками є:

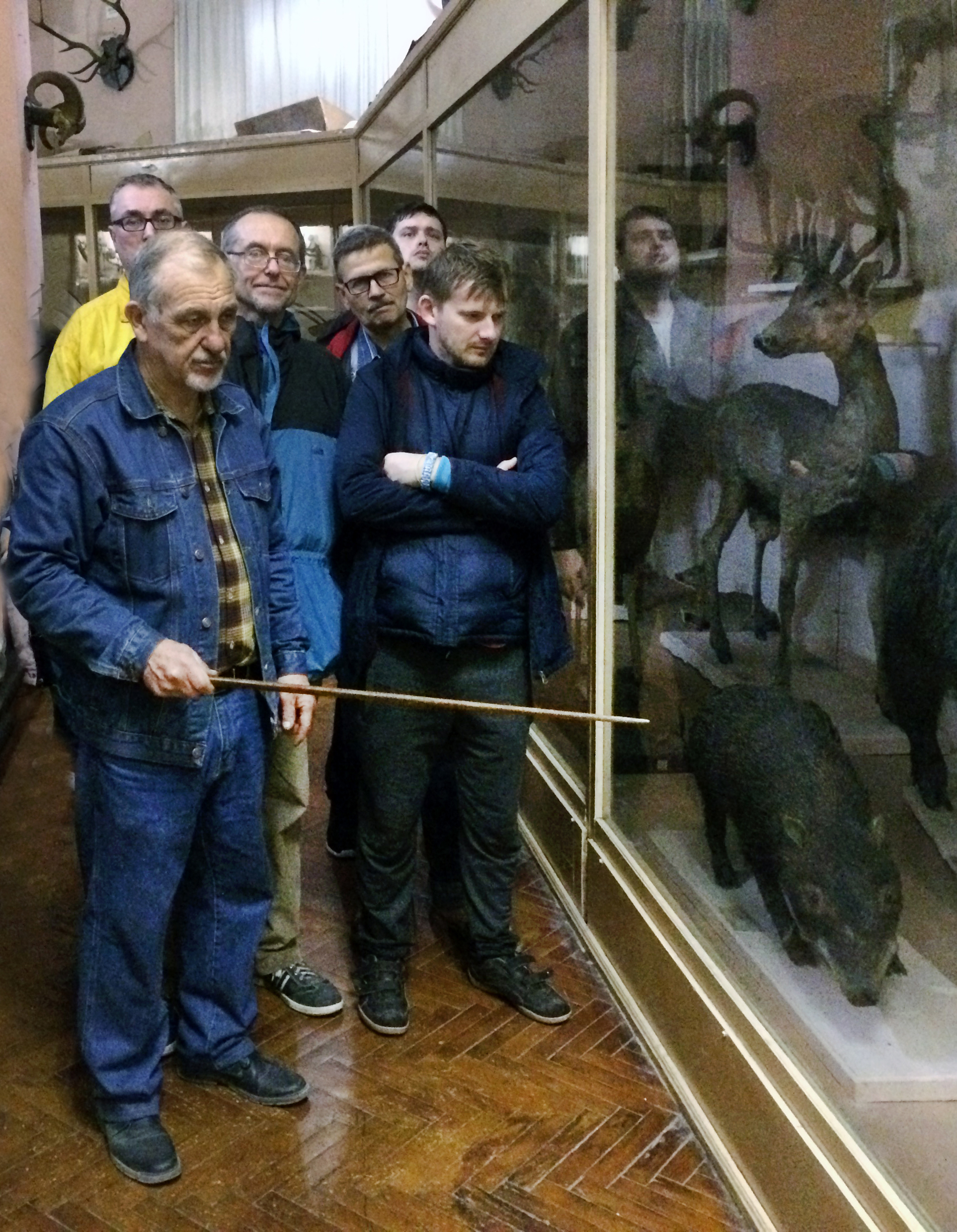
Екскурсія для колег в ЗМОУ під час проведення 24 теріошколи (8.10.2017)

- просвітницька діяльність (робота з відвідувачами)
- освітня робота (заняття студентів)
- наукова робота (дослідження фауни та історії науки)
- краєзнавча робота (при музеї діє Фонд імені Олександра Браунера)
- видавнича діяльність (Вісті Фонду імені Браунера та матеріали щодворічних читань пам'яті Браунера)

## Музей як науковий центр
В музеї щодвароки силами співробітників музею проводять «Браунерівські читання», присвячені дослідженням фауни Причорномор'я та суміжним темам (одомашнення тварин, полювання, міграції, викопні фауни) і вивченню біографії Олександра Браунера.
Восени 2017 року ЗМОУ став одним із трьох центрів проведення 24 Теріологічної школи-семінару, що була присвячена темі «Зоологічні колекції, облік та ідентифікація зразків».

## джерела
- Кафедра гідробіології та загальної екології [Архівовано 30 жовтня 2017 у Wayback Machine.]
- Зоологічний музей // Одеський університет (вебсайт). Останнє оновлення: 23 березня 2017 [Архівовано 30 жовтня 2017 у Wayback Machine.]